# Gödelscher Unvollständigkeitssatz

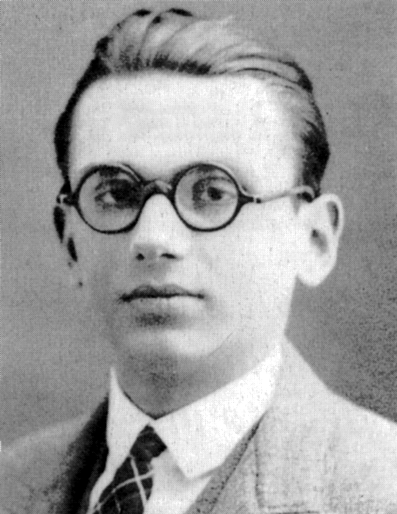
Porträt von Kurt Gödel, als Student der Universität Wien, 1925

Der Gödelsche Unvollständigkeitssatz ist einer der wichtigsten Sätze der modernen Logik. Er beschäftigt sich mit der Ableitbarkeit von Aussagen in formalen Systemen. Der Satz zeigt die Grenzen der formalen Systeme ab einer bestimmten Leistungsfähigkeit auf. Er weist nach, dass es in hinreichend starken Systemen, wie der Arithmetik, Aussagen geben muss, die man formal weder beweisen noch widerlegen kann. Der Satz beweist damit die Undurchführbarkeit des Hilbertprogramms, das von David Hilbert unter anderem begründet wurde, um die Widerspruchsfreiheit der Mathematik zu beweisen. Der Satz wurde 1931 von dem österreichischen Mathematiker Kurt Gödel veröffentlicht.
Genauer werden zwei Unvollständigkeitssätze unterschieden: Der erste Unvollständigkeitssatz besagt, dass es in allen hinreichend starken widerspruchsfreien Systemen unbeweisbare Aussagen gibt. Der zweite Unvollständigkeitssatz besagt, dass hinreichend starke widerspruchsfreie Systeme ihre eigene Widerspruchsfreiheit nicht beweisen können.
Durch diese Sätze ist der Mathematik eine prinzipielle Grenze gesetzt: Nicht jeder mathematische Satz kann aus den Axiomen eines mathematischen Teilgebietes (zum Beispiel Arithmetik, Geometrie und Algebra) formal abgeleitet oder widerlegt werden.
In der Wissenschaftstheorie und anderen Gebieten der Philosophie zählt der Satz zu den meistrezipierten der Mathematik. Das Buch Gödel, Escher, Bach und die Werke von John Randolph Lucas werden häufig exemplarisch hervorgehoben.

## Grundbegriffe
Aussagen sind Folgen von Zeichen, die ähnlich wie ein Programm einer Programmiersprache einer gewissen Syntax genügen müssen. Für solche Aussagen kann man im Rahmen der Modelltheorie das Konzept der Gültigkeit oder Wahrheit in Strukturen definieren. Dabei kann die Wahrheit einer Aussage durchaus von der betrachteten Struktur abhängen: Die Aussage „Es gibt eine Zahl zwischen 0 und 1“ gilt zum Beispiel in den rationalen (oder Bruch-)Zahlen (die rationale Zahl 3⁄4 liegt zwischen 0 und 1), aber nicht in den ganzen Zahlen (es gibt keine ganze Zahl zwischen 0 und 1).
Ein formales System ist ein System, in dem sich mathematische Aussagen beweisen lassen. Jedes formale System besteht aus einer Sprache, die die Menge der wohlgeformten Formeln und Aussagen spezifiziert, einer Menge von Axiomen und einer Menge von Schlussregeln, mit denen aus bereits bewiesenen Aussagen neue Aussagen hergeleitet werden können. Ein formales System bestimmt eine Theorie, die Menge aller im System herleitbaren Aussagen. Wichtig ist dabei, dass die Korrektheit eines Beweises im formalen System auf mechanische Weise verifiziert werden kann. Damit sind beispielsweise Kalküle mit unendlich großen Beweisen keine formalen Systeme in diesem Sinne. Im Sinne der Berechenbarkeitstheorie entspricht dies der formalen Forderung, dass die Theorie rekursiv aufzählbar sein muss.
Der Begriff hinreichend mächtig bedeutet im ersten und zweiten Unvollständigkeitssatz jeweils etwas anderes. Im zweiten Unvollständigkeitssatz ist damit gemeint, dass das System {\displaystyle T} die Löbschen Bedingungen (L1–L3) erfüllt. Außerdem muss die Bernayssche Ableitbarkeitsbedingung erfüllt sein.
Ein System {\displaystyle T} heißt widerspruchsfrei oder konsistent, wenn es keine Aussage {\displaystyle A} gibt, sodass aus {\displaystyle T} sowohl {\displaystyle A} als auch die Verneinung (Negation) {\displaystyle \neg A} von {\displaystyle A} folgt. Diese Bedingung ist, wie man mit dem Prinzip „Ex falso quodlibet“ leicht zeigen kann, äquivalent dazu, dass nicht jede Aussage aus {\displaystyle T} folgt.
Ein System {\displaystyle T} heißt vollständig, wenn für alle Aussagen {\displaystyle A} die Aussage {\displaystyle A} oder deren Negation {\displaystyle \neg A} aus {\displaystyle T} folgt.

## Gödels Sätze

### Erster Unvollständigkeitssatz

#### Aussage
Der erste Unvollständigkeitssatz besagt, dass man in rekursiv aufzählbaren Systemen der Arithmetik nicht alle Aussagen formal beweisen oder widerlegen kann:

„Jedes hinreichend mächtige, rekursiv aufzählbare formale System ist entweder widersprüchlich oder unvollständig.“

Eine hinreichende Bedingung dafür, dass ein System „hinreichend mächtig“ ist, ist dabei, dass es natürliche Zahlen mit Addition und Multiplikation beschreibt und dass sich einige elementare Eigenschaften von natürlichen Zahlen darin ausdrücken und beweisen lassen, darunter beispielsweise, dass es keine natürliche Zahl unter null gibt und dass sich Aussageformen wie {\displaystyle x=0}, {\displaystyle x=1} oder {\displaystyle x=2} usw. formulieren lassen.

#### Beweisskizze
Gödel zeigte den Satz ursprünglich unter einer etwas stärkeren Voraussetzung als der Konsistenz, nämlich der der ω-Konsistenz, die in dieser Skizze der Einfachheit halber auch angenommen wird. John Barkley Rosser zeigte 1936, wie man diese Voraussetzung fallen lassen kann.
Seine Argumentation benutzt eine Abzählung aller Sätze innerhalb des betrachteten formalen Systems. Hierbei wird jedem Satz eine eindeutige Nummer (seine Gödelnummer) zugewiesen. Gödel konstruiert dann eine Formel der Form

„Der Satz mit der Nummer {\displaystyle x} ist nicht ableitbar.“

Er zeigt mit Hilfe einer Diagonalisierung, dass es eine Einsetzung {\displaystyle n} für {\displaystyle x} gibt, sodass der Satz mit der Nummer {\displaystyle n} äquivalent ist zu der Aussage

„Der Satz mit der Nummer {\displaystyle n} ist nicht ableitbar.“

Damit erhält er einen Satz mit der intuitiven Bedeutung „Ich bin nicht ableitbar“, den sogenannten Gödelsatz. Diese Konstruktion motivierte Gödel selbst mit dem Lügner-Paradoxon.
Man betrachte nun den Satz „Der Satz mit der Nummer {\displaystyle n} ist ableitbar“. Anhand eines Widerspruchsbeweises zeigt sich, dass dieser Satz ebenso wenig wie seine Negation ableitbar und somit das System unvollständig ist: Angenommen, der Satz wäre ableitbar. Dann ergibt sich aus der ω-Konsistenz und der Stärke des Systems, dass der Satz mit der Nummer {\displaystyle n} ableitbar ist. Dieser ist aber gerade äquivalent zur Negation des Satzes „Der Satz mit der Nummer {\displaystyle n} ist ableitbar“. Hieraus ergibt sich ein Widerspruch im System. Da dieses aber als konsistent angenommen wurde, kann der Satz nicht ableitbar sein.
Man nehme nun an, dass die Negation des Satzes, also „Der Satz mit der Nummer {\displaystyle n} ist nicht ableitbar“ ableitbar ist und somit auch der dazu äquivalente Satz mit der Nummer {\displaystyle n}. Aus der Tatsache, dass das System als hinreichend mächtig angenommen wird, um jeden Beweis innerhalb des Systems „nachzuvollziehen“, folgt, dass mit der Ableitbarkeit eines Satzes mit irgendeiner Nummer {\displaystyle k} auch der Satz „Der Satz mit der Nummer {\displaystyle k} ist ableitbar“ ableitbar ist – nämlich, indem der Beweis mit Gödelnummern nachvollzogen wird. Das gilt auch für den Satz oben mit der Nummer {\displaystyle n}: Er soll laut Annahme ableitbar sein, und daher ist auch „Der Satz mit der Nummer {\displaystyle n} ist ableitbar“ ableitbar. Das ist aber genau die Negation der Annahme, und daher müsste hierfür das System widersprüchlich, also nicht ω-konsistent sein. Daher kann auch der Satz „Der Satz mit der Nummer {\displaystyle n} ist nicht ableitbar“ nicht ableitbar sein.
Der metasprachliche Satz, dass der Satz mit der Nummer {\displaystyle n} in dem System nicht ableitbar ist, ist damit jedoch bewiesen.

### Zweiter Unvollständigkeitssatz
Der zweite Unvollständigkeitssatz besagt, dass jedes hinreichend mächtige konsistente System die eigene Konsistenz nicht beweisen kann:

„Jedes hinreichend mächtige konsistente formale System kann die eigene Konsistenz nicht beweisen.“

Die Aussage folgt aus dem ersten Satz. Sei {\displaystyle T} ein konsistentes formales System, das so stark ist, dass darin der erste Unvollständigkeitssatz formalisiert und bewiesen werden kann. Dann beweist {\displaystyle T} die Aussage: „Wenn {\displaystyle T} konsistent ist, dann ist der Satz „Ich bin nicht beweisbar“ nicht in {\displaystyle T} beweisbar.“ Mittels eines Widerspruchsbeweises folgt die gewünschte Aussage: Man nehme an, {\displaystyle T} beweise die Aussage „{\displaystyle T} ist konsistent“. Kombiniert man die beiden Aussagen, erhält man durch Modus ponens in {\displaystyle T} einen Beweis der Aussage „Der Satz Ich bin nicht beweisbar ist nicht in {\displaystyle T} beweisbar.“ Diese Aussage ist aber gleichbedeutend mit der Aussage „Ich bin nicht beweisbar“, damit gibt es auch einen Beweis für diese Aussage. Dies ist ein Widerspruch zum ersten Unvollständigkeitssatz. Also ist entweder {\displaystyle T} inkonsistent, oder es kann die eigene Konsistenz nicht beweisen.

## Bedeutung

### Erster Unvollständigkeitssatz
Gödels erster Unvollständigkeitssatz zeigt, dass jedes konsistente formale System, das genug Aussagen über natürliche Zahlen enthält, unvollständig ist: Es gibt wahre Aussagen, die in seiner Sprache ausdrückbar sind, die aber nicht beweisbar sind. Damit kann kein formales System (das die Voraussetzungen des Satzes erfüllt) die natürlichen Zahlen eindeutig charakterisieren, da immer unbeweisbare zahlentheoretische Aussagen übrigbleiben.
Die Existenz eines unvollständigen formalen Systems ist zunächst nicht überraschend. Ein System kann einfach deswegen unvollständig sein, weil nicht alle nötigen Axiome formuliert worden sind. Beispielsweise ist die Euklidische Geometrie ohne das Parallelenaxiom unvollständig; dieses kann mit den übrigen Axiomen weder bewiesen noch widerlegt werden.
Gödels Satz zeigt, dass in Theorien, die eine kleine Menge Zahlentheorie enthalten, eine vollständige und konsistente endliche Liste von Axiomen prinzipiell nicht existieren kann, und dass eine entsprechende unendliche Liste von einem Computerprogramm nicht aufgezählt werden kann. Nach der Church-Turing-These kann eine solche Liste auch nicht durch einen anderen intuitiv berechenbaren Algorithmus erstellt werden. Jedes Mal, wenn ein neuer Satz als Axiom hinzugefügt wird, gibt es andere wahre Aussagen, die auch mit dem neuen Axiom immer noch nicht bewiesen werden können. Wenn ein Axiom hinzugefügt wird, das das System vollständig macht, wird das System gleichzeitig widersprüchlich.
Dennoch gibt es vollständige und konsistente Axiomenmengen für die Arithmetik, die aber von einem Algorithmus nicht aufgezählt werden können. Beispielsweise ist die Menge der wahren Aussagen über natürliche Zahlen, {\displaystyle \{\Phi \in {\mathcal {L}}_{\operatorname {PA} }\mid \mathbb {N} \models \Phi \}}, eine vollständige und konsistente Axiomatisierung der Arithmetik. Die Schwierigkeit dabei ist, dass es keine mechanische Methode gibt, um nachzuweisen, dass eine Aussage in dieser Menge liegt. Ein ähnliches Problem entsteht bei unendlichen Kalkülen wie der Arithmetik mit ω-Regel, einer unendlichen Schlussregel, mit der sich genau die wahren arithmetischen Aussagen beweisen lassen. Da Ableitungen mit der ω-Regel unendlich groß sind, gibt es keine mechanische Methode, solche Beweise zu verifizieren.
Der Unvollständigkeitssatz sagt nur etwas aus für formale Systeme, die die notwendigen Voraussetzungen erfüllen. Nicht alle mathematisch interessanten Axiomensysteme erfüllen diese Voraussetzungen, selbst wenn sie Modelle haben, die die natürlichen Zahlen enthalten. Beispielsweise gibt es vollständige Axiomatisierungen der euklidischen Geometrie, der Theorie der algebraisch abgeschlossenen Körper von Charakteristik {\displaystyle p}, der dichten linearen Ordnungen ohne größtes und kleinstes Element und der natürlichen Zahlen ohne Multiplikation (Presburger-Arithmetik). Entscheidend ist, dass diese Theorien nicht ausdrucksstark genug sind, um bestimmte wesentliche Eigenschaften über natürliche Zahlen darzustellen.

### Zweiter Unvollständigkeitssatz
Gödels zweiter Unvollständigkeitssatz impliziert auch, dass eine ausreichend starke, konsistente Theorie {\displaystyle T_{1}} nicht die Konsistenz einer Theorie {\displaystyle T_{2}} beweisen kann, wenn diese die Konsistenz von {\displaystyle T_{1}} beweist. Denn eine solche Theorie {\displaystyle T_{1}} kann beweisen, dass, wenn {\displaystyle T_{2}} konsistent ist und dies die Konsistenz von {\displaystyle T_{1}} beweist, {\displaystyle T_{1}} auch konsistent sein muss. Denn die Konsistenz von {\displaystyle T_{1}} lässt sich formalisieren als „keine Zahl {\displaystyle n} ist Gödelnummer eines Widerspruchsbeweises in {\displaystyle T_{1}}“. Wäre {\displaystyle T_{1}} inkonsistent, dann würde {\displaystyle T_{2}} für ein {\displaystyle n} beweisen, dass {\displaystyle n} die Gödelnummer eines Widerspruchsbeweises in {\displaystyle T_{1}} ist. Würde aber {\displaystyle T_{2}} auch die Konsistenz von {\displaystyle T_{1}} beweisen, so bewiese es auch, dass kein solches {\displaystyle n} existiert, wäre also inkonsistent.
Dieses Korollar des zweiten Unvollständigkeitssatzes zeigt, dass es nicht möglich ist, etwa die Konsistenz der Peano-Arithmetik mit finiten Mitteln zu formalisieren, die sich in einer schwächeren Theorie formalisieren lässt, deren Konsistenz die Peano-Arithmetik beweisen kann. Beispielsweise lässt sich die Konsistenz der „primitiv rekursiven Arithmetik“ (PRA), die oft als Formalisierung des finiten Kerns der Mathematik angesehen wird, in der Peano-Arithmetik beweisen. Damit kann PRA die Konsistenz der Peano-Arithmetik nicht beweisen. Die Tatsache wird oft als Beweis gesehen, dass Hilberts Programm, das die Mathematik durch finite Konsistenzbeweise begründen wollte, zumindest nicht im engeren Sinne von „finit“ ausführbar ist.
Der zweite Unvollständigkeitssatz macht Konsistenzbeweise nicht vollkommen unmöglich, sondern nur Konsistenzbeweise, die in der betroffenen Theorie selbst formalisiert werden können. Insbesondere sind oft Konsistenzbeweise in stärkeren Systemen möglich. So beweist die Peano-Arithmetik die Konsistenz schwächerer Formen der Arithmetik, die Zermelo-Fraenkel-Mengenlehre die Konsistenz der Peano-Arithmetik, und Erweiterungen der Zermelo-Fraenkel-Mengenlehre mit großen Kardinalzahlen beweisen die Konsistenz der Mengenlehre. Eine solche Theorie muss aber nicht immer stärker sein. So lässt sich Gentzens Konsistenzbeweis für die Peano-Arithmetik in einer Theorie formalisieren, die aus der schwachen primitiv rekursiven Arithmetik und einem Axiom für die Wohlfundiertheit der Ordinalzahl {\displaystyle \varepsilon _{0}} besteht. Keine der beiden Theorien beweist alle Aussagen der anderen, die Stärken der beiden Theorien sind also nicht direkt vergleichbar.
Der zweite Unvollständigkeitssatz ist nur für formale Systeme bewiesen, die stark genug sind, um den Beweis des ersten Unvollständigkeitssatzes zu formalisieren. Es gibt konsistente Theorien, die Konsistenz ausdrücken und beweisen können, insbesondere Subsysteme der Arithmetik, in denen Multiplikation nicht beweisbar eine totale Funktion ist. Diese Systeme können zwar den Beweisbarkeitsbegriff formalisieren, aber nicht die für den ersten Unvollständigkeitssatz nötige Diagonalisierung.

#### Bedeutung für das Hilbertprogramm
Gödel versetzte mit seinem Unvollständigkeitssatz dem sogenannten Hilbertprogramm einen schweren Schlag. Dieses wurde von David Hilbert 1921 vorgeschlagen und hatte einen entscheidenden Einfluss auf die Forschung in der Logik in den 1920er Jahren. Es zielte darauf ab, die gesamte Mathematik durch ein Axiomensystem in Prädikatenlogik erster Stufe zu formalisieren und die Widerspruchsfreiheit der Axiome nachzuweisen. Hiermit sollten die Bedenken gegenüber nichtkonstruktiven Schlussweisen in der Mathematik, die vor allem von Intuitionisten geäußert wurden, ausgeräumt werden. Hilbert schlug vor, die Widerspruchsfreiheit von komplexeren Systemen durch diejenige einfacherer Systeme nachzuweisen. Die Motivation hierfür ist, dass einem Beweis zur Widerspruchsfreiheit eines Systems, der in diesem System selbst gegeben ist, nicht getraut werden kann. Denn aus einem Widerspruch heraus lässt sich alles beweisen (Ex falso quodlibet), also ließe sich aus einem Widerspruch im System auch die Widerspruchsfreiheit des Systems beweisen. Daher sollte die Widerspruchsfreiheit in einem einfacheren System bewiesen werden, sodass letztlich die Widerspruchsfreiheit der gesamten Mathematik auf einfache, offensichtlich widerspruchsfreie Axiome zurückgeführt werden kann.
Nach dem zweiten Unvollständigkeitssatz ist es aber unmöglich, die Widerspruchsfreiheit eines Systems in ihm selbst nachzuweisen, und damit erst recht, sie in einem einfacheren System nachzuweisen.

## Philosophische Interpretationen
Obwohl Gödel sich im Laufe seines Lebens wiederholt als Platoniker zu erkennen gab, wurde sein Unvollständigkeitssatz wiederholt in einem subjektivistischen Sinn interpretiert. Auch schien Gödels Teilnahme am Wiener Kreis eine Nähe des Unvollständigkeitssatzes mit dem logischen Positivismus nahezulegen, der dem Platonismus in vielerlei Hinsicht entgegengesetzt ist. Gödels zurückhaltende, konfliktscheue Art trug dazu bei, diese Interpretationen am Leben zu erhalten.
Gödel selbst verstand seinen Satz jedoch insbesondere als einen Schlag gegen das von Hilbert initiierte Programm, das darauf abzielte, die Machbarkeit eines innerlich vollkommen widerspruchslosen mathematischen Formalismus zu beweisen – was in letzter Konsequenz die gesamte Mathematik zu einem Gebilde ohne Bezug zur „realen Welt“ degradiert hätte. Für Gödel als Platoniker waren jedoch die mathematischen Objekte durchaus „real“. Sie waren der Erkenntnis zwar erst auf dem Wege reinen Denkens zugänglich – somit nicht direkt aus der „empirischen“ Sinneswahrnehmung ableitbar (wie es die Positivisten einforderten) –, standen jedoch deswegen nicht ohne Verbindung zu dieser Art Spür- und (wissenschaftlicher) Messbarkeit. Den Unvollständigkeitssatz deutete Gödel im Sinn eines starken Indizes zugunsten einer ersten Ursache dieses dimensional-raumzeitlichen (empirischen) Geschehens – d. h. als etwas, das sich nicht seinerseits kausal begründen lässt, jedoch (oder: weil es) den Grund des Kausalnexus darstellt (siehe seinen ontologischen Gottesbeweis). Damit war für Gödel bewiesen, dass ein in sich lückenlos logischer Formalismus, wie ihn Hilbert ins Auge gefasst hatte, aussichtslos ist – demnach auch kein Werkzeug sein kann, mit dem sich der empirischen Realität beikommen ließe.
Obwohl Gödel sich in seiner Grundhaltung gegenüber dem damals Furore machenden logischen Positivismus nicht sehr von Ludwig Wittgenstein unterschied, hielten doch beide Männer zeit ihres Lebens nicht viel voneinander. In Wittgensteins Werk wird der Unvollständigkeitssatz eher abschätzig behandelt; derselbe tauge lediglich für „logische Kunststücke“. Gödel wiederum wies in späteren Interviews jeglichen Einfluss Wittgensteins auf sein eigenes Denken weit von sich.

## Häufige Fehlschlüsse
Die Gödelschen Unvollständigkeitssätze werden auch außerhalb der mathematischen Logik zitiert. Nichtmathematiker oder philosophische Laien übersehen hierbei leicht, dass die in den Sätzen verwendeten Fachausdrücke nicht immer die gleiche Bedeutung haben wie gleich oder ähnlich lautende Begriffe in anderem Zusammenhang. In manchen Versuchen, die Ergebnisse einem breiteren Publikum zugänglich zu machen, wird dieses Phänomen (nämlich die Austauschbarkeit der Bedeutungen, die Begriffen zugewiesen sind) nicht oder nur ungenügend gewürdigt. Dadurch können falsche Vorstellungen über die Bedeutung der Sätze zustande kommen.
Daher folgen hier einige Warnungen vor möglichen Fehlschlüssen:
- Verwirrung kann dadurch entstehen, dass Gödel nicht nur die Unvollständigkeitssätze bewiesen hat, sondern auch den Gödelschen Vollständigkeitssatz. Hier ist zu beachten, dass der Begriff der Vollständigkeit in zwei verschiedenen Bedeutungen gebraucht wird:
  - Der Vollständigkeitssatz beweist die semantische Vollständigkeit der Prädikatenlogik der ersten Stufe, behandelt also eine Beziehung zwischen Modellen und Beweisen.
  - Der Unvollständigkeitssatz hingegen beweist, dass gewisse Mengen von Ausdrücken nicht vollständig im Sinn einer Theorie sind: Es gibt Fälle, wo weder ein Satz noch seine Negation zur Theorie gehören.
- Ein weiterer Fehlschluss ist, dass Gödel behauptet habe, die meisten in der Mathematik benutzten Theorien seien unvollständig. Es gibt aber einige wichtige vollständige, rekursiv aufzählbare, widerspruchsfreie Theorien, wie z. B. die Theorie der algebraisch abgeschlossenen Körper von Charakteristik {\displaystyle p}, die Theorie der dichten linearen Ordnungen ohne größtes und kleinstes Element oder Tarskis Axiomatisierung der euklidischen Geometrie. Entscheidend ist, dass diese Theorien nicht genügend „stark“ sind, um die wesentlichen Eigenschaften natürlicher Zahlen darzustellen und um über sich selbst zu reden. Es gibt sogar gewisse vollständige, rekursiv aufzählbare Fragmente der Arithmetik in einer eingeschränkten Sprache. Ein Beispiel für ein derartiges schwaches System ist die Arithmetik nur mit 0 und Nachfolger, ein weiteres die Presburger-Arithmetik.
- Es ist möglich, die Arithmetik vollständig zu beschreiben: Die Theorie {\displaystyle T=\{\Phi \in {\mathcal {L}}_{\operatorname {PA} }\mid \mathbb {N} \models \Phi \}} ist eine (im hier verlangten Sinn) vollständige, widerspruchsfreie Erweiterung der bekannten Peano-Axiome, true arithmetic genannt. Man könnte die gesamte Menge dieser Sätze als „Axiomatisierung“ der Arithmetik bezeichnen. Der erste Unvollständigkeitssatz zeigt, dass diese Axiomatisierung aber nicht rekursiv aufzählbar ist.

Bei den fehlerhaften Interpretationen ist auch darauf hinzuweisen, dass die Unvollständigkeitssätze (insb. von Physikern) oft dazu verwendet werden, diese auf philosophische Systeme anzuwenden, die nicht auf Axiomen basieren. Bereits Kant zeigt in der KrV, dass die Axiome in der Logik und der Mathematik verwendet werden, wohingegen man in der Philosophie die Grundsätze durch gründliche Deduktion rechtfertigen muss. Die Unvollständigkeitssätze beweisen daher keineswegs, dass Systeme wie die Erkenntnistheorie von Kant (oder Schopenhauer, Hegel), nicht schlüssig geschlossen werden können. Jedoch folgt daraus nicht, dass diese bereits vollständig korrekt philosophisch bewiesen wurden, die Unmöglichkeit solcher Systeme wurde jedoch weder von Gödel noch von Wittgenstein aufgezeigt. 

## Beispiele für die Unbeweisbarkeit konkreter Sätze
Während die unbeweisbare Aussage, die beim Beweis des ersten Unvollständigkeitssatzes konstruiert wird, eher künstlich ist, sind auch natürliche mathematische Aussagen bekannt, die in natürlichen mathematischen Axiomensystemen unbeweisbar sind.
- 1943 zeigte Gerhard Gentzen, dass die transfinite Induktion bis {\displaystyle \varepsilon _{0}} in der Peano-Arithmetik nicht hergeleitet werden kann.[6]
- 1977 zeigten Jeff Paris und Leo Harrington, dass eine gewisse Variante des Satzes von Ramsey zwar in den durch die Zermelo-Fraenkel-Mengenlehre gegebenen natürlichen Zahlen wahr, aber in der Peano-Arithmetik unbeweisbar ist (Satz von Paris-Harrington).
- 1982 zeigten Jeff Paris und Laurie Kirby, dass der Satz von Goodstein in der Peano-Arithmetik unbeweisbar ist.
- Seit einem Beweis Paul Cohens von 1963 ist bekannt, dass sowohl das Auswahlaxiom als auch die Kontinuumshypothese auf Grundlage der Zermelo-Fraenkel-Mengenlehre formal unentscheidbar sind (in dieser Mengenlehre kann man aber ausreichend viele Aussagen über natürliche Zahlen formulieren). Seitdem wurden zahlreiche weitere Beispiele dafür gefunden, dass in der Zermelo-Fraenkel-Mengenlehre, und Einschränkungen oder Erweiterungen davon, Aussagen weder beweis- noch widerlegbar sind.

## Anwendung
Um die Unbeweisbarkeit einiger Aussagen der Mengenlehre zu zeigen, lässt sich mitunter auch direkt der zweite Unvollständigkeitssatz verwenden: Wenn aus einer Aussage in einer Mengenlehre folgt, dass es ein Modell dieser Mengenlehre gibt und sie daher konsistent ist, dann kann diese Aussage – Konsistenz der jeweiligen Mengenlehre angenommen – nicht ableitbar sein. Beispiele sind die Unbeweisbarkeit des Ersetzungsaxioms in der Zermelo-Mengenlehre, denn mit ihm lässt sich das Modell {\displaystyle V_{\omega +\omega }} konstruieren, oder die Unbeweisbarkeit des Universenaxioms, das direkt die Existenz gewisser Modelle von ZFC (Zermelo-Fraenkel-Choice) fordert.

## Sonstiges
Gödel nannte seinen Aufsatz Über formal unentscheidbare Sätze der Principia Mathematica und verwandter Systeme I, weil er plante, einen zweiten Aufsatz zu verfassen, in dem er den Beweis genauer erläutern wollte. Der erste Aufsatz fand jedoch bereits so große Anerkennung, dass der Bedarf für einen zweiten entfiel, der daher auch nie geschrieben wurde.
Konkret bezog sich Gödels Aufsatz auf die Principia Mathematica, ein großes formales System, das Bertrand Russell und Alfred North Whitehead zwischen 1910 und 1913 veröffentlichten. Gödel zeigte jedoch auf, dass jedes System mit der gleichen Mächtigkeit wie die Principia Mathematica ebenso anfällig ist.
Weiterhin konnte Gerhard Gentzen zeigen, dass eine konstruktive Mathematik und Logik durchaus widerspruchsfrei ist. Hier zeigt sich ein Grundlagenstreit der Mathematik. Der Philosoph Paul Lorenzen hat eine widerspruchsfreie Logik und Mathematik erarbeitet (Methodischer Konstruktivismus) und sein Buch Metamathematik (1962) eigens geschrieben, um zu zeigen, dass der gödelsche Unvollständigkeitssatz keinen Einwand gegen einen widerspruchsfreien Aufbau der Mathematik darstellt.

### Originalpublikationen
- Kurt Gödel: Über formal unentscheidbare Sätze der Principia Mathematica und verwandter Systeme I. In: Monatshefte für Mathematik und Physik. 38, 1931, S. 173–198, doi:10.1007/BF01700692. Zentralblatt MATH; online verfügbar unter , abgerufen am 3. April 2024.
- Kurt Gödel: Diskussion zur Grundlegung der Mathematik: Erkenntnis 2. In: Monatshefte für Math. und Physik. 1931–1932, S. 147–148.
- J. Barkley Rosser: Extensions of some theorems of Gödel and Church. In: Journal of Symbolic Logic. Band 1, 1936, S. 87–91.

### Populäre Einführungen
- Douglas R. Hofstadter: Gödel, Escher, Bach, ein Endloses Geflochtenes Band. München 1991, ISBN 3-423-30017-5 (enthält u. a. eine interessante und relativ leicht verständliche Erklärung von Gödels Satz und seinen Implikationen).
- Wolfgang Franz: Über mathematische Aussagen, die samt ihrer Negation nachweislich unbeweisbar sind. Der Unvollständigkeitssatz von Gödel. Franz Steiner Verlag, Wiesbaden, 1977, 27 S., ISBN 3-515-02612-6.
- Raymond Smullyan: Dame oder Tiger – Logische Denkspiele und eine mathematische Novelle über Gödels große Entdeckung. Fischer-Verlag, Frankfurt am Main 1983. Das amerikanische Original erschien bei Alfred A. Knopf, New York 1982.
- Raymond Smullyan: To Mock a Mockingbird. 1985.
- Raymond Smullyan: Forever undecided: A puzzle guide to Gödel. 1987.
- Dirk W. Hoffmann: Die Gödel’schen Unvollständigkeitssätze: Eine geführte Reise durch Kurt Gödels historischen Beweis. Springer 2013, ISBN 978-3-8274-2999-5.

### Mathematische Einführungen
- Bernd Buldt: Unvollständigkeitssatz, in: Jürgen Mittelstraß (Hrsg.): Enzyklopädie Philosophie und Wissenschaftstheorie. 2. Auflage. Band 8: Th–Z. Stuttgart, Metzler 2018, ISBN 978-3-476-02107-6, S. 216–219 (eine Seite Literaturverzeichnis).
- David Hilbert, Paul Bernays: Grundlagen der Mathematik. II (= Die Grundlehren der mathematischen Wissenschaften. Band 50). Springer, Berlin 1939 (enthält eine detaillierte arithmetisierte Beweisskizze des zweiten Unvollständigkeitssatzes).
- Peter G. Hinman: Fundamentals of Mathematical Logic. A K Peters, Wellesley 2005, ISBN 1-56881-262-0 (enthält einen detaillierten Beweis des zweiten Unvollständigkeitssatzes in der Mengenlehre).
- Ernest Nagel, James R. Newman: Der Gödelsche Beweis. 8. Auflage. 2007, ISBN 978-3-486-45218-1.
- Wolfgang Rautenberg: Einführung in die Mathematische Logik. Vieweg+Teubner, Wiesbaden 2008, ISBN 978-3-8348-0578-2.
- Peter Smith: An Introduction to Gödel’s Theorems. Cambridge Introductions to Philosophy. 2. Auflage, Cambridge 2013, ISBN 978-1-107-60675-3.
- Craig Smorynski: The incompleteness theorems. In: Jon Barwise (Hrsg.): Handbook of Mathematical Logic. North Holland, 1977, ISBN 0-444-86388-5.
- Raymond Smullyan: Gödel’s Incompleteness Theorems. Oxford Logic Guides. Oxford University Press, 1992.
- Christian Thiel: Kurt Gödel: Die Grenzen der Kalküle. In: Josef Speck (Hrsg.): Philosophie der Neuzeit. VI. Tarski, Reichenbach, Kraft, Gödel, Neurath. – Göttingen, Vandenhoeck & Ruprecht 1992 (UTB; 1654), ISBN 3-525-03319-2, S. 138–181.
- Max Urchs: Klassische Logik. Eine Einführung. Berlin 1993, ISBN 3-05-002228-0 (dort im Kapitel Theorien erster Ordnung. S. 137–149).

### Zur Bedeutung der Sätze
- Norbert Domeisen: Logik der Antinomien. Bern 1990. ISBN 3-261-04214-1, Zentralblatt MATH. Abgerufen am 3. April 2024.
- Ludwig Fischer: Die Grundlagen der Philosophie und der Mathematik. Leipzig 1933.
- Torkel Franzen: Gödel’s Theorem. An incomplete guide to its use and abuse. Wellesley MA 2005, ISBN 1-56881-238-8 (eine leicht verständliche Erläuterung von Gödels Unvollständigkeitssätzen, ihren Implikationen und ihren Fehlinterpretationen).
- Sybille Krämer: Symbolische Maschinen: Die Idee der Formalisierung in geschichtlichem Abriß. Darmstadt 1988, ISBN 3-534-03207-1.
- Paul Lorenzen: Metamathematik. Mannheim 1962, ISBN 3-86025-870-2.
- Paul Lorenzen: Lehrbuch der konstruktiven Wissenschaftstheorie. Stuttgart 2000, ISBN 3-476-01784-2.
- S. G. Shanker (Hrsg.): Gödel’s Theorem in focus. London / New York 1988, ISBN 0-415-04575-4.
- Wolfgang Stegmüller: Unvollständigkeit und Unentscheidbarkeit. Die metamathematischen Resultate von Gödel, Church, Kleene, Rosser und ihre erkenntnistheoretische Bedeutung. 3. Auflage. Springer-Verlag, Wien / New York 1973, ISBN 3-211-81208-3.
- Max Woitschach: Gödel, Götzen und Computer. Eine Kritik der unreinen Vernunft. Stuttgart 1986. ISBN 3-87959-294-2.
- Palle Yourgrau: Gödel, Einstein und die Folgen. Vermächtnis einer ungewöhnlichen Freundschaft. Beck, München 2005. ISBN 3-406-52914-3 (Original: A World Without Time. The Forgotten Legacy of Gödel and Einstein. Basic Books, Cambridge MA 2005).